# Aemocia farinosa
Aemocia farinosa är en skalbaggsart som beskrevs av Francis Polkinghorne Pascoe 1865. Aemocia farinosa ingår i släktet Aemocia och familjen långhorningar. Inga underarter finns listade i Catalogue of Life.